# Amphistemon
Amphistemon es un género con dos especies de plantas con flores perteneciente a la familia Rubiaceae. Es originario de Madagascar.

## Especies
- Amphistemon humbertii Groeninckx, Bot. J. Linn. Soc. 163: 450 (2010).
- Amphistemon rakotonasolianus Groeninckx, Bot. J. Linn. Soc. 163: 456 (2010).